# Fangfangia spinicleithralis
Fangfangia spinicleithralis ist ein kleinwüchsiger Süßwasserfisch aus der Ordnung der Karpfenartigen, der endemisch in torfigen Sümpfen in der indonesischen Provinz Kalimantan Tengah auf Borneo vorkommt. Der Gattungsname Fangfangia wurde zu Ehren der 2010 verstorbenen chinesischen Ichthyologin Fang Fang Kullander vergeben, das Art-Epitheton spinicleithralis verweist auf das vorn und hinten zugespitzte Cleithrum der Art.

## Merkmale
Fangfangia spinicleithralis ist ein langgestreckter, im Querschnitt runder bis leicht ovaler Karpfenfisch. Die Typusexemplare der Art hatten Längen von 13,7 bis 20,8 mm. Die Körperhöhe beträgt ein Fünftel bis ein Siebtel der Standardlänge. Das Maul ist endständig, Barteln fehlen. Von allen anderen Karpfenfischen unterscheidet sich Fangfangia spinicleithralis durch das vordere Ende des linken Cleithrums (ein paariger Deckknochen im Schultergürtel), das in eine starke, nach vorn gerichtete Spitze ausläuft, und die Spitze am hinteren Ende des Cleithrums. Zu den weiteren Merkmalen gehören, das Fehlen von Schuppen mit Ausnahme von sechs oder sieben mit Poren versehene Schuppen auf der Seitenlinie, die mehrspitzigen Schlundzähne, die im unteren Abschnitt gesägte Vorderkante des ersten Rückenflossenstrahls, der stark vergrößerte mittlere Flossenträger der Afterflosse und die hohe Anzahl an Nebenflossenstrahlen an der Schwanzflosse (14–18 dorsale, 11–15 ventrale).
- Flossenformel: Dorsale ii-iii/5–6/i; Anale iii/6; Pectorale 9–10; Ventrale i/5; Caudale 10 + 9 Hauptflossenstrahlen.

Die Fischchen sind durchsichtig hellgelb gefärbt und zeigen keinerlei Musterung.

## Systematik
Fangfangia spinicleithralis wurde im Jahr 2011 durch den Schweizer Ichthyologen Maurice Kottelat und zwei Kollegen eingeführt und ist die einzige Art der damit monotypischen Gattung Fangfangia. In der Datenbank Fishbase wird die Gattung den Bärblingen (Danioninae) zugeordnet, im Catalog of Fishes, der monatlich aktualisiert wird, gehören sie zusammen mit der ebenfalls kleinwüchsigen Gattung Sundadanio zur Familie Sundadanionidae, die nach Sundadanio benannt wurde.